# Espiral (álbum de Anna Carina)
Espiral es el segundo álbum de estudio de la cantante peruana Anna Carina lanzado al mercado en el 2005. El disco se centra en los géneros pop y balada, con fuertes notas acústicas de rock. Contó con 10 temas y tres sencillos promocionales, que supieron rotar en diferentes cadenas como Ritmoson Latino y MTV Latinoamérica.
Los videos musicales correspondientes a este disco "Más Allá De Ti, "Dime" y "Sólo Un Segundo" contaron la producción del director audiovisual peruano de Percy Céspedez. Los vídeos muestran a una Anna Carina más activa y roquera, con letras dedicadas tanto al despecho como al amor.

## Temas
Los temas presentes en el álbum son:
1. Más allá de ti
2. Dime
3. Noches frías
4. Solo un segundo
5. Nunca más
6. Punto Final
7. Espiral
8. Se va
9. Vives en mi
10. Respirar

## Premios y nominaciones
| Año  | Premio                       | Categoría       | Resultado   | Ref.  |
| ---- | ---------------------------- | --------------- | ----------- | ----- |
| 2005 | Premios Luces de El Comercio | Mejor disco pop | Desconocido | [ 7 ] |